# 矢代田村
矢代田村（やしろだむら）は、かつて新潟県中蒲原郡にあった村。1901年11月1日の新設合併によって消滅し、現在は新潟市秋葉区の一部となっている。
以下の記述は合併直前当時の旧矢代田村に関しての記述であり、現在では名称等が異なる場合がある。なお、ここに記述されていない内容に関しては新潟市などの記事を参照。

## 概要
1889年（明治22年）から1901年（明治34年）まで存在した村。村役場は矢代田に設置された。

## 沿革
- 1889年（明治22年）4月1日 - 町村制施行に伴い中蒲原郡矢代田村、天ケ沢新田、鎌倉新田が合併し、矢代田村が発足。
- 1901年（明治34年）11月1日 - 中蒲原郡小須戸町、横水村、新保村と合併し、小須戸町を新設して消滅。

## 地域
矢代田村は、合併した村名を継承する以下の大字で構成される。
矢代田（やしろだ）
1889年（明治22年）まであった矢代田村の区域。現在の新潟市秋葉区矢代田。
天ヶ沢（あまがさわ）

1889年（明治22年）まであった天ケ沢新田の区域。現在の新潟市秋葉区天ヶ沢。
鎌倉（かまくら）

1889年（明治22年）まであった鎌倉新田の区域。現在の新潟市秋葉区鎌倉。